# Майкл Мак-Дональд (спринтер)
Майкл Макдональд (англ. Michael McDonald; 17 березня 1975) — ямайський легкоатлет, спринтер. Дворазовий призер літніх Олімпійських ігор.
Молодший брат олімпійської чемпіонки Беверлі Макдональд.